# Heraclea de Lucania

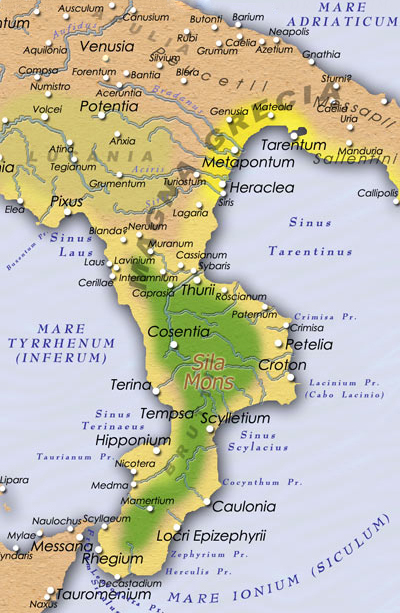
Heraclea, en el golfo de Tarento.

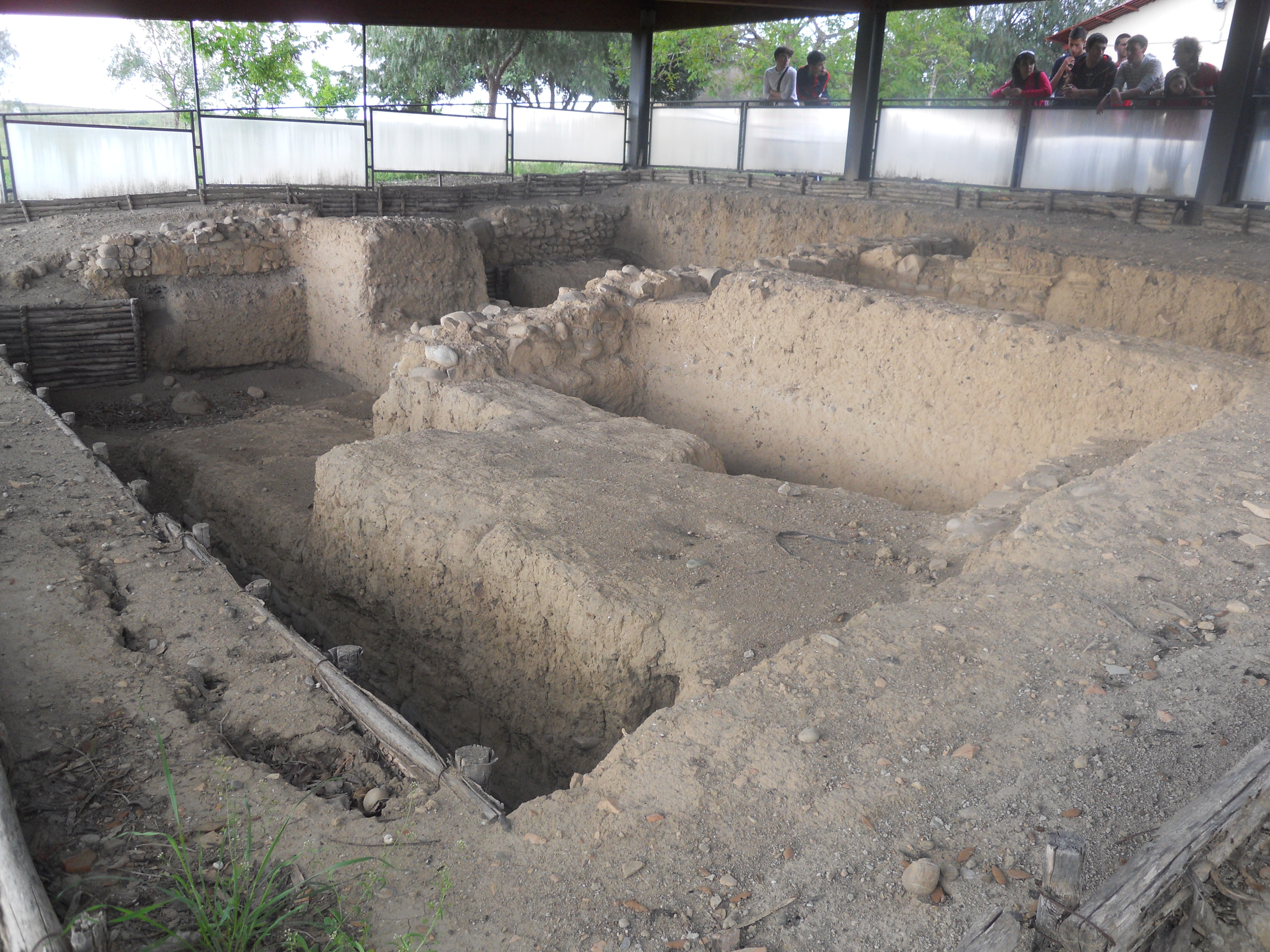
Algunos restos del área arqueológica de Heraclea y Siris.

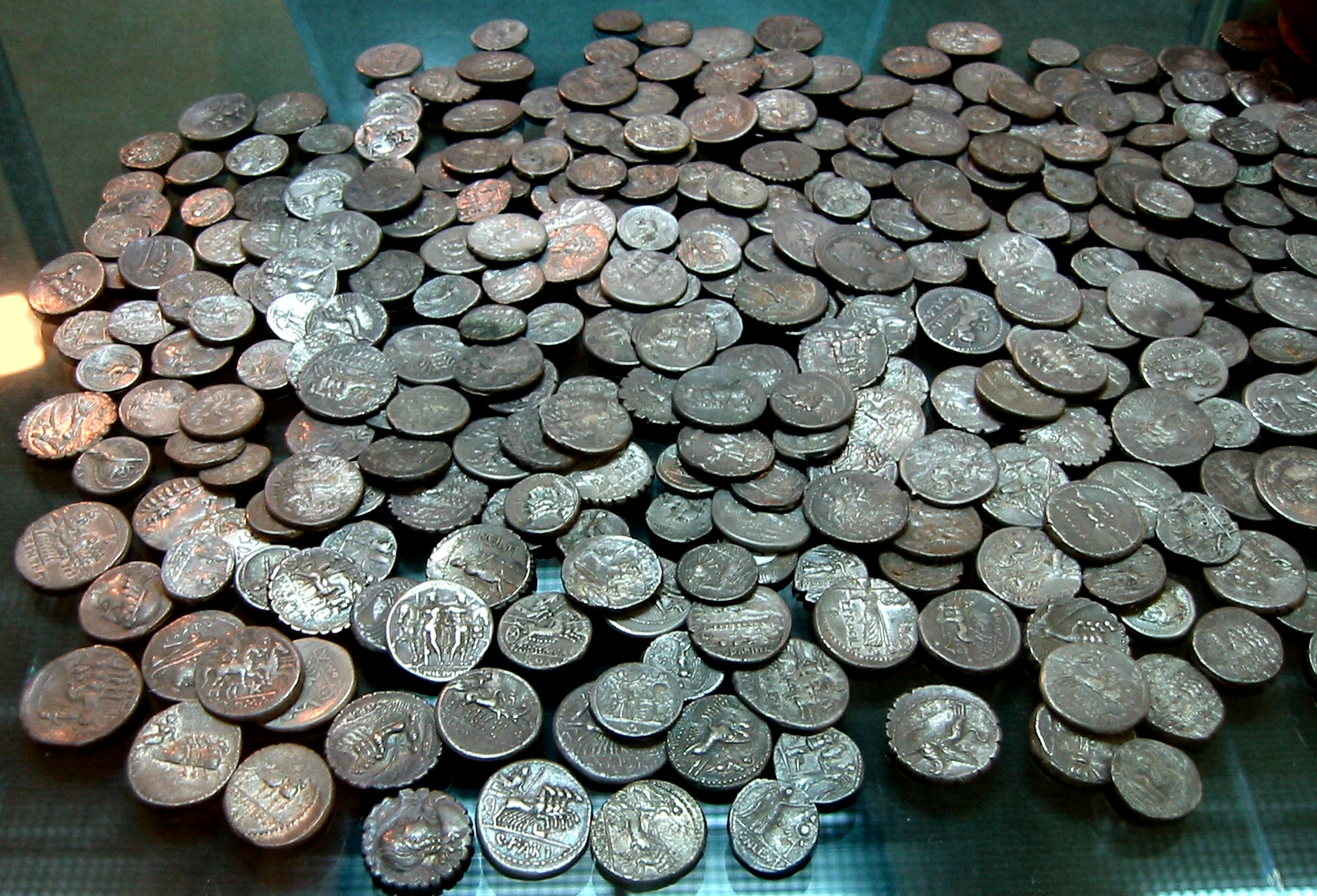
monedas de Heraclea.

Heraclea (griego antiguo ‘Ηράκλεια), fue una antigua polis (ciudad estado) griega de la Magna Grecia en Lucania en la Italia meridional, situada cerca del Policoro moderno, a 5 kilómetros de la costa del golfo de Tarento, entre los ríos Aciris (actual Agri) y Siris.
Fue una colonia griega fundada más tarde que las demás de la región, en el territorio en el que había estado la colonia jónica de Siris, territorio que después de la caída de la ciudad fue una zona de discordia entre las ciudades vecinas: Atenas reivindicaba el territorio y su colonia Turios acogió pronto estas pretensiones, pero Tarento se opuso y se libró una guerra entre las dos ciudades hasta que llegaron al acuerdo de fundar una nueva colonia que sería un establecimiento conjunto, pero sería considerada colonia de Tarento. La ciudad, establecida en el emplazamiento de la antigua Siris, pronto fue trasladada a poca distancia y tomó el nombre de Heraclea. Siris siguió existiendo, pero subordinada a Heraclea como su puerto y su emporio.
Diodoro Sículo fija la fundación en el 432 a. C., cuarenta años después del establecimiento de Turios. Diodoro y, más tarde, Tito Livio, la mencionan como una colonia de Tarento.
La nueva colonia creció rápidamente y se hizo próspera, protegida por el poder tarentino, que en esos años pelearon con los mesapios que ponían en peligro a la ciudad.
Heraclea fue designada sede de las asambleas (paneguris) de la Magna Grecia, inicialmente reuniones de carácter religioso, pero con el tiempo convertidas en reuniones políticas. Alejandro I de Epiro tuvo entre sus objetivos sustituir la influencia de Tarento por la de Turios.
Poca información se dispone de la ciudad hasta la época en que ya había comenzado su decadencia. Se sabe que luchó al lado de Tarento contra los mesapios y lucanos y que progresivamente cayó en estado de dependencia absoluta de Tarento. Cuando Alejandro I de Epiro fue invitado a Italia por los tarentinos y después se enfrentó a ellos, ocupó Heraclea y transfirió a Turios la sede de las asambleas de la Magna Grecia. 
En el año 280 a. C., los romanos para separarla, probablemente, de Tarento, hicieron un tratado especial con Heraclea.
Durante la guerra de Pirro de Epiro contra Roma, Heraclea fue escenario del primer conflicto, y allí el rey epirota derrotó totalmente al cónsul romano Lavinio, en una batalla entre la ciudad y el río Siris en el 280 a. C.
En esta época, los heracleotas fueron aliados de los tarentinos y de los lucanos contra Roma, y para apartarlos de la alianza, los romanos le ofrecieron un tratado de alianza mucho más favorable, que Cicerón menciona como un prope singulare foedus.
Heraclea conservó su privilegiada situación política bajo la República Romana y en el 89 a. C. obtuvo, junto con otras ciudades italianas, el derecho de ciudadanía en virtud de la Lex Plautia Papiria, y los heracleotas dudaron bastante antes de aceptar.
No se sabe nada sobre el papel de la ciudad durante la Guerra Social, pero Cicerón menciona que los archivos locales habaín sido destruidos por el fuego durante este periodo, de lo que se deduce que sufrió seriamente durante esta guerra.
Fue dominada por Aníbal en el año 212 a. C. El famoso orador romano, Cicerón en defensa del poeta Arquías, ciudadano adoptivo de Heraclea, se refiere a ella como ciudad próspera que conservaba una alta consideración por parte de los romanos a diferencia de otras ciudades griegas del sur de Italia. Ptolomeo extrañamente no la menciona pero sí aparece en los itinerarios del siglo IV. Se desconoce cuándo desapareció ya que el hecho no se menciona en ninguna crónica, pero en la Edad Media el lugar estaba ya deshabitado.
No quedan ruinas dignas de este nombre que permitan identificar su situación. Algunos fortines marcan el lugar aproximado a unos 5 km del mar y cerca de la orilla derecha del río Agri; en la zona se han encontrado monedas, restos de bronce y otros objetos y a poca distancia las denominadas Tabulae Heracleenses, tablillas de bronce que tienen una inscripción en latín sobre las regulaciones municipales de la ciudad que son copia de una ley más general, la lex Julia Municipalis, establecida el 45 a. C. por la regulación de los municipios de Italia.
Heraclea se consideraba como la ciudad de nacimiento del famoso pintor Zeuxis, pero otras ciudades con el mismo nombre reclamaban también ser la patria de este hombre. Se han encontrado numerosas monedas que demuestran una actividad comercial importante en la ciudad. 